# Ajmal Kasab
Mohammed Ajmal Amir Kasab (urdu محمد اجمل امیر قصاب; ur. 13 lipca 1987 w Faridkocie w Pakistanie, zm. 21 listopada 2012 w Pune w Indiach) – pakistański terrorysta należący do muzułmańskiej grupy Lashkar-e-Taiba, która zorganizowała w 2008 roku zamach terrorystyczny w Mumbaju.
Kasab pochodził z prowincjonalnej wioski Faridkot, umiejscowionej w pakistańskim stanie Pendżab. Początkowo podejmował pracę robotnika w Lahore, jednak uznając ją za poniżającą, zaczął wiązać się z grupami przestępczymi. W grudniu 2007 roku dołączył do filii grupy Lashkar-e-Taiba, gdzie został poddany indoktrynacji w duchu powierzchownie pojmowanego dżihadu.
W listopadzie 2008 roku Kasab wziął aktywny udział w serii ataków terrorystycznych na hotele, restauracje i inne budynki użyteczności publicznej, w których zginęło ponad 160 osób. Jako jedyny z zamachowców został pojmany przez policję żywy; dziewięciu pozostałych zginęło w wyniku akcji policyjnych. Kasabowi podczas rozprawy sądowej postawiono 86 zarzutów, w tym morderstwa oraz wypowiedzenia wojny Indiom. Został on ostatecznie skazany na śmierć przez powieszenie; wyrok wykonano 21 listopada 2012 roku o 7.30 rano.